# Irasburg
Irasburg es un pueblo ubicado en el condado de Orleans en el estado estadounidense de Vermont. En el año 2010 tenía una población de 1,163 habitantes y una densidad poblacional de 11 personas por km².

## Geografía
Irasburg se encuentra ubicado en las coordenadas 44°48′22″N 72°16′4″O / 44.80611, -72.26778.

## Demografía
Según la Oficina del Censo en 2000 los ingresos medios por hogar en la localidad eran de $36,154 y los ingresos medios por familia eran $39,167. Los hombres tenían unos ingresos medios de $27,802 frente a los $22,240 para las mujeres. La renta per cápita para la localidad era de $16,315. Alrededor del 9.1% de la población estaban por debajo del umbral de pobreza.